# Astronesthes tanibe
Astronesthes tanibe és una espècie de peix de la família dels estòmids i de l'ordre dels estomiformes.

## Morfologia
- Els mascles poden assolir 15,1 cm de longitud total.[3][4]

## Hàbitat
És un peix marí i d'aigües profundes que viu fins als 1.060 m de fondària.

## Distribució geogràfica
Es troba al sud-est de l'Atlàntic i el sud-est del Pacífic.